# 75-mm-Feldgeschütz Typ 90
Das Typ 90 7,5-cm-Feldgeschütz (japanisch 九〇式野砲 Kyūmaru-shiki yahō, deutsch ‚Feldartillerie Typ 90‘) war ein Feldgeschütz, das vom Kaiserlich Japanischen Heer im Zweiten Japanisch-Chinesischen Krieg, im Japanisch-Sowjetischen Grenzkonflikt und während des Pazifikkrieges von 1932 bis 1945 eingesetzt wurde. Die Bezeichnung Typ 90 deutet dabei auf das Jahr der Truppeneinführung, das Jahr Kōki 2590 bzw. 1930 nach gregorianischem Kalender, hin.

## Geschichte

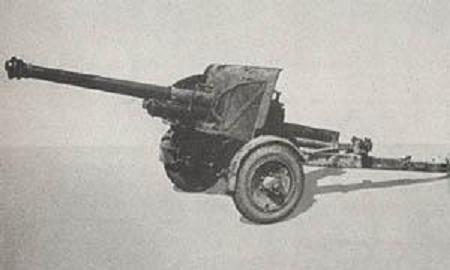
Typ-90 Feldgeschütz, motorisierte Version mit gummierten Reifen

Das Typ 90 7,5-cm-Feldgeschütz wurde von den Japanern unter größter Geheimhaltung entwickelt. Es sollte das modernste Geschütz für die Divisions-Artillerie werden und die Auslieferung an die Truppe begann 1936. Das Typ 90 wurde in zwei Variationen geliefert: eine mit großen Holzrädern, vorgesehen für mit Pferden bespannte / pferdebespannte Protzen, und eine mit gummierten Reifen, die für motorisierte Verbände vorgesehen war und von Zugmaschinen gezogen werden konnte. Ursprünglich als Feldgeschütz vorgesehen wurde es wegen seiner hohen Mündungsgeschwindigkeit oft für die Panzerabwehr eingesetzt.
Im Juni 1939 kamen acht Typ-90-Feldgeschütze des 1. Selbstständigen Feldartillerie-Regiments während des Japanisch-Sowjetischen Grenzkonflikts in der Schlacht von Nomonhan zum Einsatz. Insgesamt nahmen 82 japanische Geschütze mit Kalibern zwischen 75 mm und 15 cm an dem Feuergefecht teil, das siegreich für die sowjetische Artillerie ausging. Neben dem Nachteil des Geländes wirkte sich der ungenügende Munitionsvorrat auf japanischer Seite aus und nach drei Tagen konnte die Japaner das Feuer nicht mehr erwidern.
In Vorbereitung einer Alliierten Landung wurde die Insel Iwojima durch die 109. Division unter dem Kommando von Generalleutnant Kuribayashi Tadamichi mit fast 30 Kilometer langen Tunneln mit 5000 Höhlen versehen. Unter den 129 Geschützen mit Kalibern zwischen 75 mm und 15 cm, die zur Verteidigung der Insel in Höhlen und Bunkern in Stellung gebracht worden waren, befanden sich acht Typ-90-Feldgeschütze der Artillerie-Kompanie des 26. Panzer-Regiments. Aus ihren versteckten Positionen war es ihnen möglich mehrere amerikanische Panzer kampfunfähig zu machen.
Das Typ-90-Feldgeschütz wurde auf allen Kriegsschauplätzen während des Pazifikkrieges bis Ende 1945 eingesetzt.

## Technik

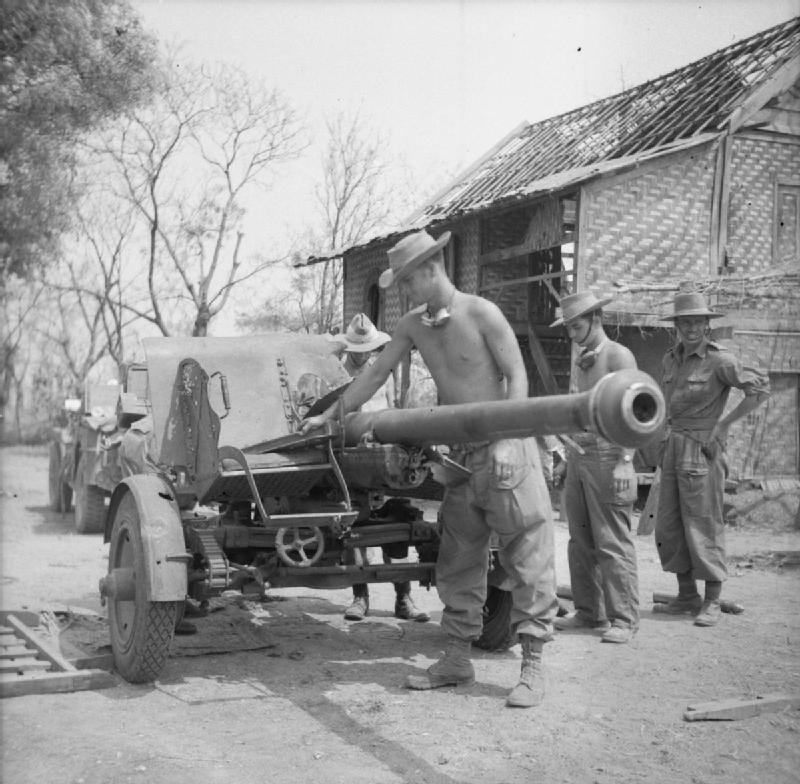
Ein von der britischen Armee in Burma erbeutetes Feldgeschütz Typ 90, 1945

Das Typ 90 hatte ein Kaliber von 75 mm und wurde von sechs Kanonieren bedient. Es war mit einer Spreizlafette, einem horizontal verschiebbaren Schraubenverschluss und einem hydropneumatischen Rückstoßsystem ausgestattet. Es war das einzige Geschütz des japanischen Heeres, das mit einer Mündungsbremse ausgerüstet war. Es wurden 768 Exemplare des Typ-90-Feldgeschützes hergestellt.
- Kaliber: 75 mm
- Kaliberlänge: L/38,4
- Rohrlänge: 2,883 m[2]
- Höhenrichtbereich: −8° bis +43°
- Seitenrichtbereich: 50°
- Geschützgewicht:
  - 1.400 kg in Standardausführung
  - 1.600 kg in motorisierter Ausführung
- Geschossgewicht: 6,56 kg
- Mündungsgeschwindigkeit V0 = 683 m/s
- Effektive Reichweite: ca. 14.000 m

## Varianten
Die Typ-90-Kanone bildete die Grundlage für die 75-mm-Kampfwagenkanone Typ 3, die hauptsächlich im Typ 3 Chi-Nu-Panzer verbaut wurde.